# Rajd Asturii 2012
Rajd Asturii 2012 (49. Rally Principe de Asturias) – 49 edycja rajdu samochodowego Rajd Asturii rozgrywanego w Hiszpanii. Rozgrywany był od 13 do 15 września 2012 roku. Bazą rajdu była miejscowość Oviedo. Była to dziewiąta runda Rajdowych Mistrzostw Europy w roku 2012 oraz szósta runda Rajdowych Mistrzostw Hiszpanii. Składał się z 11 odcinków specjalnych.
Rajd przerwano po przejechaniu ośmiu oesów, z powodu wypadku na tym odcinku. Samochód Czecha Antonina Tlustaka (Škoda Fabia S2000) wypadł z drogi w wyniku czego śmierć poniósł jeden z akredytowanych fotografów.

## Zwycięzcy odcinków specjalnych[3]
| Dzień      | OS   | Nazwa OS             | Dystans  | Zwycięzca           | Czas     | Śr. prędkość | Lider rajdu   |
| ---------- | ---- | -------------------- | -------- | ------------------- | -------- | ------------ | ------------- |
| 1 (14 IX.) | SS1  | Morcin               | 29,48 km | Alberto Hevia       | 18:03.9  | 97,9 km/h    | Alberto Hevia |
| 1 (14 IX.) | SS2  | Corvera              | 14,88 km | Alberto Hevia       | 9:37.7   | 92.7km/h     | Alberto Hevia |
| 1 (14 IX.) | SS3  | Morcin               | 29,48 km | odwołano            | odwołano | odwołano     | Alberto Hevia |
| 2 (15 IX.) | SS4  | Gijón                | 14,62 km | Miguel Ángel Fuster | 8:29.2   | 103,4 km/h   | Alberto Hevia |
| 2 (15 IX.) | SS5  | Villaviciosa-Colunga | 29,36 km | Alberto Hevia       | 20:11.0  | 87,3 km/h    | Alberto Hevia |
| 2 (15 IX.) | SS6  | Nava                 | 14,80 km | Miguel Ángel Fuster | 9:01.8   | 98,3 km/h    | Alberto Hevia |
| 2 (15 IX.) | SS7  | Gijón                | 14,62 km | Miguel Ángel Fuster | 8:18.7   | km/h         | Alberto Hevia |
| 2 (15 IX.) | SS8  | Villaviciosa-Colunga | 29,36 km | Michał Sołowow      | 21:08.2  | 83,3 km/h    | Alberto Hevia |
| 2 (15 IX.) | SS9  | Nava                 | 14,80 km | odwołano            | odwołano | odwołano     | Alberto Hevia |
| 2 (15 IX.) | SS10 | Villaviciosa-Colunga | 29,36 km | odwołano            | odwołano | odwołano     | Alberto Hevia |
| 2 (15 IX.) | SS11 | Nava                 | 14,80 km | odwołano            | odwołano | odwołano     | Alberto Hevia |

## Klasyfikacja rajdu
| Msc.                              | Kierowca               | Pilot                      | Samochód                | Czas                   | Strata                 | Punkty                 |
| Klasyfikacja generalna            | Klasyfikacja generalna | Klasyfikacja generalna     | Klasyfikacja generalna  | Klasyfikacja generalna | Klasyfikacja generalna | Klasyfikacja generalna |
| --------------------------------- | ---------------------- | -------------------------- | ----------------------- | ---------------------- | ---------------------- | ---------------------- |
| 1.                                | Alberto Hevia          | Francisco Javier Álvarez   | Škoda Fabia S2000       | 1:34:58.2              | 0.0                    |                        |
| 2.                                | Miguel Ángel Fuster    | Ignacio Aviño              | Porsche 911 GT3         | 1:35:12.4              | +14.2                  |                        |
| 3.                                | Sergio Vallejo         | Diego Vallejo              | Porsche 911 GT3         | 1:35:25.6              | +27.4                  |                        |
| 4.                                | Joan Vinyes            | Jordi Mercader             | Suzuki Swift S1600      | 1:38:44.7              | +3:46.5                |                        |
| 5.                                | Fran Cima              | Pablo González             | Lotus Exige GT          | 1:38:57.6              | +3:59.4                |                        |
| 6.                                | Michał Sołowow         | Maciej Baran               | Peugeot 207 S2000       | 1:39:28.3              | +4:30.1                |                        |
| 7.                                | Oscar Palacio          | Agustín Ramos              | Porsche 911 GT3         | 1:40:12.4              | +5:14.2                |                        |
| 8.                                | Daniel Marbán          | Víctor Ferrero             | Mitsubishi Lancer Evo X | 1:41:03.8              | +6:05.6                |                        |
| 9.                                | Eugenio Mantecón       | Alex Noriega               | Volkswagen Polo N1      | 1:41:06.2              | +6:08.0                |                        |
| 10.                               | Surhayen Pernía        | Juan Luis García           | Ford Fiesta R2          | 1:44:04.9              | +9:06.7                |                        |
| Klasyfikacja ERC                  |                        |                            |                         |                        |                        |                        |
| 1. (4.)                           | Joan Vinyes            | Jordi Mercader             | Suzuki Swift S1600      | 1:38:44.7              | 0.0                    |                        |
| 2. (6.)                           | Michał Sołowow         | Maciej Baran               | Peugeot 207 S2000       | 1:39:28.3              | +43.6                  |                        |
| 3. (10.)                          | Surhayen Pernía        | Juan Luis García           | Ford Fiesta R2          | 1:44:04.9              | +5:20.2                |                        |
| 4. (11.)                          | Alberto Monarri        | Rodrigo Sanjuan de Eusebio | Renault Twingo RS R2    | 1:45:58.3              | +7:13.6                |                        |
| 5. (12.)                          | César Palacio          | Jovino Peláez              | Renault Clio Sport      | 1:46:09.0              | +7:24.3                |                        |
| 6. (13.)                          | Francesco Parli        | Tania Canton               | Citroën DS3 R3T         | 1:46:14.6              | +7:29.9                |                        |
| 7. (14.)                          | Marcos Diego           | Vicente Diego              | Renault Twingo RS R2    | 1:48:50.1              | +10:05.4               |                        |
| 8. (28.)                          | Luis Aragonés          | Cuko Bañobre               | Renault Twingo RS R2    | 1:53:31.8              | +14:47.1               |                        |
| 9. (29.)                          | Pedro Freire Vidal     | Juan Gándara Fernández     | Suzuki Swift Sport Mk4  | 1:53:37.3              | +14:52.6               |                        |
| 10. (30.)                         | Marco Lorenzo          | Rodolfo del Barrio         | Ford Fiesta R2          | 1:53:43.9              | +14:59.2               |                        |
| Klasyfikacja mistrzostw Hiszpanii |                        |                            |                         |                        |                        |                        |
| 1.                                | Alberto Hevia          | F.J. Álvarez               | Škoda Fabia S2000       | 1:34:58.2              | 0.0                    | 52.5                   |
| 2.                                | Miguel Ángel Fuster    | Ignacio Aviño              | Porsche 911 GT3         | 1:35:12.4              | +14.2                  | 45                     |
| 3.                                | Sergio Vallejo         | Diego Vallejo              | Porsche 911 GT3         | 1:35:25.6              | +27.4                  | 40.5                   |
| 4.                                | Joan Vinyes            | Jordi Mercader             | Suzuki Swift S1600      | 1:38:44.7              | +3:46.5                | 37.5                   |
| 5.                                | Fran Cima              | Pablo González             | Lotus Exige GT          | 1:38:57.6              | +3:59.4                | 34.5                   |
| 6. (7.)                           | Óscar Palacio          | Agustín Ramos              | Porsche 911 GT3         | 1:40:12.4              | +5:14.2                | 31.5                   |